# NZL-60
Le monocoque Team New Zealand (NZL 60) de la Emirates Team New Zealand était le defender néo-zélandais de la Royal New Zealand Yacht Squadron d'Auckland lors de la 30e Coupe de l'America (America's Cup) en 2000 se déroulant à Auckland contre le Challenger italien Luna Rossa (ITA-45) du Yacht Club Punta Ala.

## Construction
Team New Zealand NZL-60 est un monocoque de Class America conçu par Tom Schnackenberg, Laurie Davidson, Clay Oliver et Mike Drummond. Il est construit à Auckland par Cookson Boatbuilders, en fibre de carbone. Son « lièvre », NZL-57, sort de chantier début septembre 1999. NZL-60 est terminé cinq semaines plus tard, à la mi-octobre.

## Carrière

Guidon de la RNZYS

Lors de la 5e édition de la Coupe Louis Vuitton à Auckland en 1999-2000 onze bateaux de sept pays différents ont pris part à la compétition, sans la présence d'un bateau néo-zélandais. Ce fut le bateau italien Luna Rossa (ITA-45) qui remporta la victoire.
Lors de la 2000 America's Cup (en), qui s'est déroulé à Auckland du 20 février au 2 mars, Team New Zealand NZL-60 skippé par Russell Coutts a battu le challenger italien Luna Rossa (ITA-45), skippé par Francesco de Angelis par 5 manches à 0.
C'était la première fois qu'il n'y avait pas de challenger américain à cette compétition.